# 佐伯祐行
佐伯 祐行（さえき ひろゆき、1987年7月8日 - ）は、日本の男子バドミントン選手。身長177cm、体重63kg、右利き。

また2012年末に現役引退したが、NTT東日本に所属し活躍していた佐伯浩一は実兄である。

## 主な成績
| 年     | 大会                               | 種目         | 成績   |
| ------ | ---------------------------------- | ------------ | ------ |
| 2006年 | 全日本学生バドミントン選手権大会   | ダブルス     | 準優勝 |
| 2009年 | 全日本学生バドミントン選手権大会   | ダブルス     | 優勝   |
| 2011年 | 日本ランキングサーキット           | ダブルス     | 準優勝 |
| 2011年 | 全日本社会人バドミントン選手権大会 | 混合ダブルス | 準優勝 |
| 2012年 | 全日本総合バドミントン選手権大会   | ダブルス     | 第3位  |
| 2013年 | 全日本総合バドミントン選手権大会   | ダブルス     | 第3位  |
| 2014年 | 日本ランキングサーキット           | ダブルス     | 準優勝 |
| 2014年 | 全日本社会人バドミントン選手権大会 | ダブルス     | 準優勝 |

| 年     | 大会                                 | 種目       | 成績    | ペア     |
| ------ | ------------------------------------ | ---------- | ------- | -------- |
| 2010年 | ポーランド国際                       | シングルス | 準優勝  |          |
| 2010年 | ペルー国際                           | シングルス | 準優勝  |          |
| 2010年 | ペルー国際                           | ダブルス   | 準優勝  | 小宮山元 |
| 2010年 | ラオス国際                           | ダブルス   | ベスト4 | 上田拓馬 |
| 2011年 | オーストリア国際チャレンジ           | ダブルス   | 準優勝  | 垰畑亮太 |
| 2012年 | オーストリア国際チャレンジ           | ダブルス   | 準優勝  | 垰畑亮太 |
| 2012年 | カナダ・オープン                     | ダブルス   | 準優勝  | 垰畑亮太 |
| 2012年 | ヨネックスオープンジャパン           | ダブルス   | ベスト4 | 垰畑亮太 |
| 2012年 | スコティッシュ・オープン             | ダブルス   | 準優勝  | 垰畑亮太 |
| 2013年 | オーストリア国際チャレンジ           | ダブルス   | 優勝    | 垰畑亮太 |
| 2013年 | 2013年東アジア競技大会               | ダブルス   | 3位     | 垰畑亮太 |
| 2014年 | ヨネックスオープン・チャイニーズ台北 | ダブルス   | ベスト4 | 垰畑亮太 |
| 2014年 | ロシアオープン                       | ダブルス   | ベスト4 | 垰畑亮太 |
| 2014年 | 韓国オープン                         | ダブルス   | ベスト4 | 垰畑亮太 |